# Isa Miranda
Isa Miranda (Ines Isabella Sampietro: Milà, 5 de juliol de 1905 - Roma, 8 de juliol de 1982) va ser una actriu italiana.

## Trajectòria
Ines Isabella Sampietro va treballar en drames teatrals a Milà, fins a decidir-se a marxar a una capital del cinema com Roma per a iniciar la seva carrera cinematogràfica, amb un nou nom, Isa Miranda, que la faria famosa.
El seu èxit va arribar en 1934 amb Max Ophüls, qui, emigrat d'Alemanya a França, va ser convidat a rodar a Itàlia La signora di tutti, que descobreix Isa Miranda, que interpretava el paper de Gaby Doriot, una estrella de cinema de vida amorosa complicada, i els trets físics de la qual evocaven a vegades a Marlene Dietrich. La signora di tutti és una fosca tragèdia de gelosia i d'ambició, amb grans passions i excel·lent fotografia, en la que destaca Miranda.
A partir de llavors, Isa Miranda va tenir diverses peticions d'anar a Hollywood, i de fet va ser contractada per la Paramount Pictures. Va ser coneguda com la "Marlene Dietrich italiana", per les seves interpretacions de dones fatals, que ja estava traçada en La Signora di tutti. Així va rodar Hotel Imperial (1939) i Adventure in Diamonds (1940).
Va tornar a Itàlia després de la guerra. Va fer en 1949 Au-delà des grilles, de René Clément, una producció franco-italiana amb la que va guanyar l'Oscar a la millor pel·lícula de parla no anglesa i la Palma d'Or al 3r Festival Internacional de Cinema de Canes.
Isa Miranda també va protagonitzar un dels episodis de La ronda (1950), així mateix dirigida per Max Ophüls. Va prosseguir la seva carrera a França, Alemanya e Anglaterra.
Entre els seus films s'inclouen Siamo donne (1953), amb Anna Magnani, Alida Valli i Ingrid Bergman; Summertime (1955); Gli Sbandati (1955); La noia (1963); The Yellow Rolls-Royce (1964); Les sandàlies del pescador (1968); i Il portiere di notte de Liliana Cavani.
Isa Miranda va estar casada amb el productor i directe italià Alfredo Guarini fins a la seva mort en 1981; ella va morir un any després, quan acabava de complir els 73 anys.

## Filmografia
- Creature della notte, dirigida per Amleto Palermi (1933)
- Il caso Haller, dirigida per Alessandro Blasetti (1933)
- Tenebre, dirigida per Guido Brignone (1934)
- Il cardinale Lambertini, dirigida per Parsifal Bassi (1934)
- La signora di tutti, dirigida per Max Ophüls (1934)
- Passaporto rosso, dirigida per Guido Brignone (1935)
- Come le foglie, dirigida per Mario Camerini (1935)
- Il diario di una donna amata, dirigida per Herman Kosterlitz (1936)
- Una donna tra due mondi, dirigida per Goffredo Alessandrini (1936)
- Du bist mein Glück dirigida per Karl Heinz Martin (1936)
- L'homme de nulle part dirigida per Pierre Chenal (1936)
- Scipione l'Africano, dirigida per Carmine Gallone (1937)
- Le mensonge de Nina Petrovna dirigida per Viktor Turžanskij (1937)
- Hotel Imperial, dirigida per Robert Florey (1939)
- Adventure in Diamonds dirigida per George Fitzmaurice (1940)
- Senza cielo, dirigida per Alfredo Guarini (1940)
- È caduta una donna, dirigida per Alfredo Guarini (1941)
- Documento Z 3, dirigida per Alfredo Guarini (1942)
- Malombra, dirigida per Mario Soldati (1942)
- La carne e l'anima, dirigida per Vladimir Striževskij (1943)
- Zazà, dirigida per Renato Castellani (1944)
- Lo sbaglio di essere vivo, dirigida per Carlo Ludovico Bragaglia (1945)
- 'L'aventure commence demain dirigida per Richard Pottier (1947)
- Au-delà des grilles, dirigida per René Clément (1949)
- Patto col diavolo, dirigida per Luigi Chiarini (1950)
- La ronda dirigida per Max Ophüls (1950)
- Botta e risposta, dirigida per Mario Soldati (1950)
- Cameriera bella presenza offresi..., dirigida per Giorgio Pàstina (1951)
- Gli uomini non guardano il cielo, dirigida per Umberto Scarpelli (1952)
- I sette peccati capitali – episodi Avarizia ed ira - dirigida per Eduardo De Filippo (1952)
- Siamo donne, dirigida per Luigi Zampa (1953)
- Avant le déluge dirigida per René Clément (1954)
- Raspoutine dirigida per Georges Combret (1954)
- Le secret d'Hélène Marimon dirigida per Henri Calef (1954)
- I pinguini ci guardano, dirigida per Guido Leoni (1955)
- Gli sbandati, dirigida per Francesco Maselli (1955)
- Summertime dirigida per David Lean (1955)
- Il tesoro di Rommel, dirigida per Romolo Marcellini (1955)
- I colpevoli, dirigida per Turi Vasile (1956)
- Une manche et la belle dirigida per Henri Verneuil (1956)
- Arrivano i dollari!, dirigida per Mario Costa (1957)
- Le secret du chevalier d'Éon dirigida per Jacqueline Audry (1959)
- La corruzione, dirigida per Mauro Bolognini (1963)
- La noia, dirigida per Damiano Damiani (1963)
- The Yellow Rolls-Royce dirigida per Anthony Asquith (1964)
- Hardi Pardaillan! dirigida per Bernard Borderie (1964)
- Einer Frisst den anderen dirigida per Ray Nazarro (1964)
- Un monde nouveau dirigida per Vittorio De Sica (1966)
- Una storia di notte, dirigida per Luigi Petrini (1966)
- Die Gentlemen bitten zur Kasse dirigida per John Holden (1967)
- Senza di loro l'inferno è vuoto, dirigida per John Ainsworth (1967)
- Caroline chérie, dirigida per Denys de La Patellière (1968)
- Les sandàlies del pescador de Michael Anderson (1968)
- L'assoluto naturale, dirigida per Mauro Bolognini (1969)
- La donna a una dimensione, dirigida per Bruno Baratti (1969)
- Roy Colt & Winchester Jack, dirigida per Mario Bava (1970)
- Il dio chiamato Dorian dirigida per Massimo Dallamano (1970)
- Colpo rovente, dirigida per Piero Zuffi (1970)
- Un'estate con sentimento, dirigida per Roberto Scarsella (1970)
- ...dopo di che, uccide il maschio e lo divora (Marta), dirigida per José Antonio Nieves Conde (1971)
- Reazione a catena, dirigida per Mario Bava (1971)
- Lo chiameremo Andrea, dirigida per Vittorio De Sica (1972)
- Il portiere di notte, dirigida per Liliana Cavani (1974)
- Le farò da padre, dirigida per Alberto Lattuada (1974)
- La lunga strada senza polvere, dirigida per Sergio Tau (1978)
- Apocalisse di un terremoto, dirigida per Sergio Pastore (1982)